# South Hobart FC
South Hobart FC – australijski, półprofesjonalny klub piłkarski z siedzibą w Hobart. Założony w 1910 roku, od 2013 roku występuje w lidze NPL Tasmania (National Premier Leagues).
South Hobart FC został założony w 1910 roku i jest jednym z najstarszych klubów piłkarskich w Australii. South Hobart FC rozegrał pierwsze spotkanie w dniu 21 maja 1910 roku, pierwsze oficjalne spotkanie zostało rozegrane przeciwko drużynie Westralia, spotkanie zakończyło się wygraną South Hobart FC w stosunku 4:1. South Hobart FC jest najbardziej utytułowaną tasmańską drużyna w rozgrywkach stanowych: 22-krotnie zdobywał tytuł mistrzowski w rozgrywkach Southern Premier League oraz 17-krotnie mistrzostwo stanowe.

## Sukcesy
- Mistrzostwo w Southern Premier League (22): 1919, 1920, 1921, 1922, 1923, 1926, 1929, 1937, 1940, 1946, 1947, 1948, 1959, 1978, 1980, 1999, 2002, 2008, 2009, 2010, 2011, 2012[2][4];
- Mistrzostwo stanu Tasmania (19): 1919, 1920, 1921, 1922, 1923, 1929, 1937, 1946, 1947, 1948, 1959, 2002, 2008, 2010, 2011, 2012, 2013, 2014, 2017[3];
- Mistrzostwo w NPL Tasmania (3): 2013, 2014, 2017[5];
- Zwycięzca Statewide Cup (5): 2008, 2010, 2014, 2015, 2019[1][6];
- Zwycięzca Summer Cup (5): 2001, 2004, 2010, 2011, 2016[1];
- Zwycięzca Steve Hudson Cup (4): 2008, 2009, 2010, 2011[1].